# Diego Portales Airport
Diego Portales Airport är en flygplats i Chile.   Den ligger i provinsen Petorca Province och regionen Región de Valparaíso, i den centrala delen av landet, 130 km nordväst om huvudstaden Santiago de Chile. Diego Portales Airport ligger 80 meter över havet.
Terrängen runt Diego Portales Airport är varierad. Närmaste större samhälle är La Ligua, 2,7 km öster om Diego Portales Airport.
Omgivningarna runt Diego Portales Airport är i huvudsak ett öppet busklandskap. Runt Diego Portales Airport är det ganska glesbefolkat, med 23 invånare per kvadratkilometer.